# Volta a Catalunya de 2019
La Volta a Catalunya de 2019 fou la 99a edició de la Volta a Catalunya. La cursa es disputà entre el 25 i el 31 de març de 2019 en set etapes i un total de 1.160,3 km. Aquesta va ser l'onzena prova de l'UCI World Tour 2019.
El vencedor final va ser el ciclista colombià Miguel Ángel López Moreno (Astana Qazaqstan Team), seguit al podi pel britànic Adam Yates (Mitchelton-Scott) i el també colombià Egan Bernal (Team Sky). López, que també guanyà la classificació dels joves, aconseguí el liderat després de la quarta etapa, amb final a La Molina, i en les darreres etapes aconseguí mantenir el liderat, tot i els intents de Yates per treure-se'l. Amb aquest triomf es convertia en el quart colombià en guanyà la classificació general de la Volta a Catalunya.
Thomas de Gendt (Lotto-Soudal), líder durant les quatre primeres etapes, guanyà la classificació de la muntanya, Michael Matthews (Team Sunweb) la dels esprints i el Movistar Team la classificació per equips.

## Equips participants
En aquesta edició de la Volta hi van prendre part els 18 equips UCI World Tour i set equips que foren convidats per l'organització:
| WorldTeams (18)- AG2R La Mondiale - Groupama-FDJ - Movistar Team - Lotto Soudal - Deceuninck-Quick Step - Sky - Bora-hansgrohe - Mitchelton-Scott - Astana - Bahrain-Merida - Team Sunweb - Team Jumbo-Visma - UAE Team Emirates - Trek-Segafredo - EF Education First - Katusha-Alpecin - Dimension Data - CCC Team Equips continentals professionals (7)- Caja Rural-Seguros RGA - Cofidis, Solutions Crédits - Euskadi Basque Country-Murias - Roompot-Charles - Arkéa-Samsic - Wanty-Groupe Gobert - Burgos-BH |
| |

## Etapes
| Etapa    | Data       | Ciutats d'etapa                      | type                    | Distància (km) | Vencedor de l'etapa       | Líder de la general       |
| -------- | ---------- | ------------------------------------ | ----------------------- | -------------- | ------------------------- | ------------------------- |
| 1a etapa | 25 de març | Calella – Calella                    | etapa de mitja muntanya | 164            | Thomas De Gendt           | Thomas De Gendt           |
| 2a etapa | 26 de març | Mataró – Sant Feliu de Guíxols       | etapa accidentada       | 166,7          | Michael Matthews          | Thomas De Gendt           |
| 3a etapa | 27 de març | Sant Feliu de Guíxols – Vallter 2000 | etapa de muntanya       | 179            | Adam Yates                | Thomas De Gendt           |
| 4a etapa | 28 de març | Llanars – La Molina                  | etapa de muntanya       | 150,3          | Miguel Ángel López Moreno | Miguel Ángel López Moreno |
| 5a etapa | 29 de març | Puigcerdà – Sant Cugat del Vallès    | etapa accidentada       | 188,1          | Maximilian Schachmann     | Miguel Ángel López Moreno |
| 6a etapa | 30 de març | Valls – Vila-seca                    | etapa de mitja muntanya | 169,1          | Michael Matthews          | Miguel Ángel López Moreno |
| 7a etapa | 31 de març | Barcelona – Barcelona                | etapa de mitja muntanya | 143,1          | Davide Formolo            | Miguel Ángel López Moreno |

### Etapa 1
Calella - Calella. 25 de març de 2019. 164 km
La Volta a Catalunya repeteix el punt de sortida de les passades edicions, Calella, amb una etapa de mitja muntanya i cinc ports de muntanya puntuables per la zona del Montseny. Des de Calella el recorregut es dirigeix cap al sud per la N-II fins a Arenys de Mar, on es trenca cap a Arenys de Munt per anar a cercar l'ascensió a l'alt de Collsacreu i Vallgorguina i Sant Celoni. Passada la vila de Campins s'inicia l'ascensió a l'alt de Santa Fe del Montseny (17,5 km al 5,4%), de primera categoria. L'etapa continua cap a Viladrau, Taradell, Tona i Aiguafreda, on s'inicia l'ascensió a l'alt del Muntanyà (3,9 km al 7,3%) i el Collformic (6,6 km al 4,9%). Un llarg descens cap al Vallès i la segona ascensió a l'alt de Collsacreu (3 km al 4,3%), que es corona a poc més de 18 km per l'arribada, Sant Iscle de Vallalta i Sant Pol de Mar.
La primera etapa va estar marcada per una llarga escapada que es va iniciar durant la primera ascensió a l'alt de Collsacreu. En aquell punt es van escapar sis ciclistes, entre els que hi havia Thomas De Gendt i Luis Ángel Maté. Abans del pas per l'alt de Santa Fe del Montseny disposaven de més de 4 minuts sobre el gran grup. El grup de sis va perdre unitats i finalment De Gendt deixà enrere a Maté en les primeres rampes del Collformic. De Gendt arribà en solitari a Calella, amb 2' 38" sobre Maximilian Schachmann, que s'havia escapat en els darrers quilòmetres i 2' 42" sobre el gran grup. Amb la quarta victòria a la Volta a Catalunya De Gendt és el primer líder d'aquesta edició.
| \| Classificació de l'etapa \| Classificació de l'etapa \| Classificació de l'etapa \| Classificació de l'etapa \| Classificació de l'etapa \| \| Corredor \| Corredor \| Equip \| Temps \| \| \| ------------------------ \| ------------------------ \| ----------------------------- \| ------------------------ \| ------------------------ \| \| 1r \| Thomas De Gendt \| Lotto-Soudal \| 4h 14' 32" \| \| \| 2n \| Maximilian Schachmann \| Bora-Hansgrohe \| + 2' 38" \| \| \| 3r \| Grega Bole \| Bahrain-Merida \| + 2' 42" \| \| \| 4t \| Michael Matthews \| Team Sunweb \| + 2' 42" \| \| \| 5è \| Mikel Aristi Gardoki \| Euskadi Basque Country-Murias \| + 2' 42" \| \| \| 6è \| André Greipel \| Arkéa-Samsic \| + 2' 42" \| \| \| 7è \| Daryl Impey \| Mitchelton-Scott \| + 2' 42" \| \| \| 8è \| Egan Bernal Gómez \| Team Sky \| + 2' 42" \| \| \| 9è \| Nick van der Lijke \| Roompot-Charles \| + 2' 42" \| \| \| 10è \| Patrick Bevin \| CCC Team \| + 2' 42" \| \| |                       |                               |            |
| |                       |                               |            |
| Font: ProCyclingStats |                       |                               |            |
| Classificació de l'etapa |                       |                               |            |
| Corredor | Corredor              | Equip                         | Temps      |
| 1r | Thomas De Gendt       | Lotto-Soudal                  | 4h 14' 32" |
| 2n | Maximilian Schachmann | Bora-Hansgrohe                | + 2' 38"   |
| 3r | Grega Bole            | Bahrain-Merida                | + 2' 42"   |
| 4t | Michael Matthews      | Team Sunweb                   | + 2' 42"   |
| 5è | Mikel Aristi Gardoki  | Euskadi Basque Country-Murias | + 2' 42"   |
| 6è | André Greipel         | Arkéa-Samsic                  | + 2' 42"   |
| 7è | Daryl Impey           | Mitchelton-Scott              | + 2' 42"   |
| 8è | Egan Bernal Gómez     | Team Sky                      | + 2' 42"   |
| 9è | Nick van der Lijke    | Roompot-Charles               | + 2' 42"   |
| 10è | Patrick Bevin         | CCC Team                      | + 2' 42"   |

| \| Classificació general \| Classificació general \| Classificació general \| Classificació general \| Classificació general \| \| Corredor \| Corredor \| Equip \| Temps \| \| \| --------------------- \| --------------------------- \| ----------------------------- \| --------------------- \| --------------------- \| \| 1r \| Thomas De Gendt \| Lotto-Soudal \| 4h 14' 16" \| \| \| 2n \| Maximilian Schachmann \| Bora-Hansgrohe \| + 2' 48" \| \| \| 3r \| Grega Bole \| Bahrain-Merida \| + 2' 54" \| \| \| 4t \| Alejandro Valverde Belmonte \| Movistar Team \| + 2' 56" \| \| \| 5è \| Egan Bernal Gómez \| Team Sky \| + 2' 57" \| \| \| 6è \| Luis Ángel Maté Mardones \| Cofidis, Solutions Crédits \| + 2' 57" \| \| \| 7è \| Michael Matthews \| Team Sunweb \| + 2' 58" \| \| \| 8è \| Mikel Aristi Gardoki \| Euskadi Basque Country-Murias \| + 2' 58" \| \| \| 9è \| André Greipel \| Arkéa-Samsic \| + 2' 58" \| \| \| 10è \| Daryl Impey \| Mitchelton-Scott \| + 2' 58" \| \| |                             |                               |            |
| |                             |                               |            |
| Font: ProCyclingStats |                             |                               |            |
| Classificació general |                             |                               |            |
| Corredor | Corredor                    | Equip                         | Temps      |
| 1r | Thomas De Gendt             | Lotto-Soudal                  | 4h 14' 16" |
| 2n | Maximilian Schachmann       | Bora-Hansgrohe                | + 2' 48"   |
| 3r | Grega Bole                  | Bahrain-Merida                | + 2' 54"   |
| 4t | Alejandro Valverde Belmonte | Movistar Team                 | + 2' 56"   |
| 5è | Egan Bernal Gómez           | Team Sky                      | + 2' 57"   |
| 6è | Luis Ángel Maté Mardones    | Cofidis, Solutions Crédits    | + 2' 57"   |
| 7è | Michael Matthews            | Team Sunweb                   | + 2' 58"   |
| 8è | Mikel Aristi Gardoki        | Euskadi Basque Country-Murias | + 2' 58"   |
| 9è | André Greipel               | Arkéa-Samsic                  | + 2' 58"   |
| 10è | Daryl Impey                 | Mitchelton-Scott              | + 2' 58"   |

### Etapa 2
Mataró - Sant Feliu de Guíxols. 26 de març de 2019. 179,6 km
Etapa bàsicament plana, amb tres petites dificultats muntanyoses de tercera categoria, una al començament, una al mig i l'altra al final de l'etapa. Des de Mataró es va a buscar el Vallès per l'alt de can Bordoi (2,8 km al 5,1%). Se segueix cap a Sant Celoni, Hostalric, Maçanet de la Selva i Cassà de la Selva, on comença l'ascensió a l'alt de Santa Pellaia (5,7 km al 3,4%). Un cop a la Bisbal d'Empordà es va a buscar la costa passant per Palafrugell, Llafranc i Palamós, abans d'arribar a Sant Feliu de Guíxols, on es faran dues voltes a un petit circuit que inclou l'ascensió a l'alt de Romanyà (5,8 km al 4,5%). L'arribada es fa en lleugera pujada.
De sortida es va formar una escapada amb Jonas Gregaard Wilsly (Astana), Josef Cerny (CCC) i Marco Minaard (Wanty-Gobert) que va estar controlada en tot moment per un gran grup comandat pel Movistar Team i l'Astana i que acabà sent neutralitzada. A 36 quilòmetres per l'arribada Chris Froome va patir una caiguda que l'allunyà de tota possibilitat de finalitzar entre els primers classificats. La victòria es va decidir a l'esprint i el més ràpid fou Michael Matthews, que superà a Alejandro Valverde. Thomas De Gendt manté el liderat.
| \| Classificació de l'etapa \| Classificació de l'etapa \| Classificació de l'etapa \| Classificació de l'etapa \| Classificació de l'etapa \| \| Corredor \| Corredor \| Equip \| Temps \| \| \| ------------------------ \| --------------------------- \| ------------------------ \| ------------------------ \| ------------------------ \| \| 1r \| Michael Matthews \| Team Sunweb \| 4h 09' 34" \| \| \| 2n \| Alejandro Valverde Belmonte \| Movistar Team \| + 0" \| \| \| 3r \| Daryl Impey \| Mitchelton-Scott \| + 0" \| \| \| 4t \| Maximilian Schachmann \| Bora-Hansgrohe \| + 0" \| \| \| 5è \| Odd Christian Eiking \| Wanty-Gobert \| + 0" \| \| \| 6è \| James Knox \| Deceuninck-Quick Step \| + 0" \| \| \| 7è \| Patrick Bevin \| CCC Team \| + 0" \| \| \| 8è \| Enrico Gasparotto \| Dimension Data \| + 0" \| \| \| 9è \| Davide Formolo \| Bora-Hansgrohe \| + 0" \| \| \| 10è \| Daniel Martin \| UAE Team Emirates \| + 0" \| \| |                             |                       |            |
| |                             |                       |            |
| Font: ProCyclingStats |                             |                       |            |
| Classificació de l'etapa |                             |                       |            |
| Corredor | Corredor                    | Equip                 | Temps      |
| 1r | Michael Matthews            | Team Sunweb           | 4h 09' 34" |
| 2n | Alejandro Valverde Belmonte | Movistar Team         | + 0"       |
| 3r | Daryl Impey                 | Mitchelton-Scott      | + 0"       |
| 4t | Maximilian Schachmann       | Bora-Hansgrohe        | + 0"       |
| 5è | Odd Christian Eiking        | Wanty-Gobert          | + 0"       |
| 6è | James Knox                  | Deceuninck-Quick Step | + 0"       |
| 7è | Patrick Bevin               | CCC Team              | + 0"       |
| 8è | Enrico Gasparotto           | Dimension Data        | + 0"       |
| 9è | Davide Formolo              | Bora-Hansgrohe        | + 0"       |
| 10è | Daniel Martin               | UAE Team Emirates     | + 0"       |

| \| Classificació general \| Classificació general \| Classificació general \| Classificació general \| Classificació general \| \| Corredor \| Corredor \| Equip \| Temps \| \| \| --------------------- \| --------------------------- \| -------------------------- \| --------------------- \| --------------------- \| \| 1r \| Thomas De Gendt \| Lotto-Soudal \| 8h 23' 50" \| \| \| 2n \| Alejandro Valverde Belmonte \| Movistar Team \| + 2' 47" \| \| \| 3r \| Michael Matthews \| Team Sunweb \| + 2' 48" \| \| \| 4t \| Maximilian Schachmann \| Bora-Hansgrohe \| + 2' 48" \| \| \| 5è \| Daryl Impey \| Mitchelton-Scott \| + 2' 54" \| \| \| 6è \| Nairo Quintana Rojas \| Movistar Team \| + 2' 56" \| \| \| 7è \| Egan Bernal Gómez \| Team Sky \| + 2' 57" \| \| \| 8è \| Steven Kruijswijk \| Team Jumbo-Visma \| + 2' 57" \| \| \| 9è \| Luis Ángel Maté Mardones \| Cofidis, Solutions Crédits \| + 2' 57" \| \| \| 10è \| Patrick Bevin \| CCC Team \| + 2' 58" \| \| |                             |                            |            |
| |                             |                            |            |
| Font: ProCyclingStats |                             |                            |            |
| Classificació general |                             |                            |            |
| Corredor | Corredor                    | Equip                      | Temps      |
| 1r | Thomas De Gendt             | Lotto-Soudal               | 8h 23' 50" |
| 2n | Alejandro Valverde Belmonte | Movistar Team              | + 2' 47"   |
| 3r | Michael Matthews            | Team Sunweb                | + 2' 48"   |
| 4t | Maximilian Schachmann       | Bora-Hansgrohe             | + 2' 48"   |
| 5è | Daryl Impey                 | Mitchelton-Scott           | + 2' 54"   |
| 6è | Nairo Quintana Rojas        | Movistar Team              | + 2' 56"   |
| 7è | Egan Bernal Gómez           | Team Sky                   | + 2' 57"   |
| 8è | Steven Kruijswijk           | Team Jumbo-Visma           | + 2' 57"   |
| 9è | Luis Ángel Maté Mardones    | Cofidis, Solutions Crédits | + 2' 57"   |
| 10è | Patrick Bevin               | CCC Team                   | + 2' 58"   |

### Etapa 3
Sant Feliu de Guíxols - Vallter 2000. 27 de març de 2019. 179 km
Etapa reina de la present edició, amb uns primers 120 km sense més dificultats que l'ascensió a l'alt de la Ganga (3,5 km al 4,1%). L'etapa passa per Corçà, Celrà, Banyoles, Mieres, Olot. Un cop a Castellfollit de la Roca comença la part més exigent de l'etapa, amb dos ports de primera consecutius, l'alt d'Oix (7,7 km al 5,2%) i l'alt de Rocabruna (7,3 km al 5,8%) i l'arribada a Vallter 2000 (11,2 km al 7,6%), a més de 2.000 msnm.
| \| Classificació de l'etapa \| Classificació de l'etapa \| Classificació de l'etapa \| Classificació de l'etapa \| Classificació de l'etapa \| \| Corredor \| Corredor \| Equip \| Temps \| \| \| ------------------------ \| -------------------------- \| ------------------------ \| ------------------------ \| ------------------------ \| \| 1r \| Adam Yates \| Mitchelton-Scott \| 5h 02' 18" \| \| \| 2n \| Egan Bernal Gómez \| Team Sky \| + 0" \| \| \| 3r \| Daniel Martin \| UAE Team Emirates \| + 0" \| \| \| 4t \| Nairo Quintana Rojas \| Movistar Team \| + 0" \| \| \| 5è \| Miguel Ángel López Moreno \| Astana \| + 2" \| \| \| 6è \| Steven Kruijswijk \| Team Jumbo-Visma \| + 30" \| \| \| 7è \| Ilnur Zakarin \| Katusha-Alpecin \| + 46" \| \| \| 8è \| Richard Carapaz Montenegro \| Movistar Team \| + 46" \| \| \| 9è \| Wilco Kelderman \| Team Sunweb \| + 51" \| \| \| 10è \| Michael Woods \| EF Education First \| + 53" \| \| |                            |                    |            |
| |                            |                    |            |
| Font: ProCyclingStats |                            |                    |            |
| Classificació de l'etapa |                            |                    |            |
| Corredor | Corredor                   | Equip              | Temps      |
| 1r | Adam Yates                 | Mitchelton-Scott   | 5h 02' 18" |
| 2n | Egan Bernal Gómez          | Team Sky           | + 0"       |
| 3r | Daniel Martin              | UAE Team Emirates  | + 0"       |
| 4t | Nairo Quintana Rojas       | Movistar Team      | + 0"       |
| 5è | Miguel Ángel López Moreno  | Astana             | + 2"       |
| 6è | Steven Kruijswijk          | Team Jumbo-Visma   | + 30"      |
| 7è | Ilnur Zakarin              | Katusha-Alpecin    | + 46"      |
| 8è | Richard Carapaz Montenegro | Movistar Team      | + 46"      |
| 9è | Wilco Kelderman            | Team Sunweb        | + 51"      |
| 10è | Michael Woods              | EF Education First | + 53"      |

| \| Classificació general \| Classificació general \| Classificació general \| Classificació general \| Classificació general \| \| Corredor \| Corredor \| Equip \| Temps \| \| \| --------------------- \| -------------------------- \| --------------------- \| --------------------- \| --------------------- \| \| 1r \| Thomas De Gendt \| Lotto-Soudal \| 13h 28' 29" \| \| \| 2n \| Adam Yates \| Mitchelton-Scott \| + 27" \| \| \| 3r \| Egan Bernal Gómez \| Team Sky \| + 30" \| \| \| 4t \| Daniel Martin \| UAE Team Emirates \| + 33" \| \| \| 5è \| Nairo Quintana Rojas \| Movistar Team \| + 35" \| \| \| 6è \| Miguel Ángel López Moreno \| Astana \| + 39" \| \| \| 7è \| Steven Kruijswijk \| Team Jumbo-Visma \| + 1' 06" \| \| \| 8è \| Ilnur Zakarin \| Katusha-Alpecin \| + 1' 23" \| \| \| 9è \| Richard Carapaz Montenegro \| Movistar Team \| + 1' 23" \| \| \| 10è \| Wilco Kelderman \| Team Sunweb \| + 1' 28" \| \| |                            |                   |             |
| |                            |                   |             |
| Font: ProCyclingStats |                            |                   |             |
| Classificació general |                            |                   |             |
| Corredor | Corredor                   | Equip             | Temps       |
| 1r | Thomas De Gendt            | Lotto-Soudal      | 13h 28' 29" |
| 2n | Adam Yates                 | Mitchelton-Scott  | + 27"       |
| 3r | Egan Bernal Gómez          | Team Sky          | + 30"       |
| 4t | Daniel Martin              | UAE Team Emirates | + 33"       |
| 5è | Nairo Quintana Rojas       | Movistar Team     | + 35"       |
| 6è | Miguel Ángel López Moreno  | Astana            | + 39"       |
| 7è | Steven Kruijswijk          | Team Jumbo-Visma  | + 1' 06"    |
| 8è | Ilnur Zakarin              | Katusha-Alpecin   | + 1' 23"    |
| 9è | Richard Carapaz Montenegro | Movistar Team     | + 1' 23"    |
| 10è | Wilco Kelderman            | Team Sunweb       | + 1' 28"    |

### Etapa 4
Llanars - La Molina. 28 de març de 2019. 150,3 km
Segona etapa d'alta muntanya de la present edició de la Volta. Els primers quilòmetres són en descens, primer cap a Sant Pau de Segúries i després a través dels túnels de Capsacosta fins a La Canya, a la Garrotxa. Només passar Olot s'inicia l'ascensió a l'alt de Coubet (9,2 km al 5,5%), de primera categoria. El descens durà els ciclistes a Ripoll, Campdevànol i Gombrèn, on comença l'ascensió al coll de la Creueta (19,9 km al 4,7%), de categoria especial. Un cop coronat el port es gira a l'esquerra per anar a trobar La Molina i iniciar així el circuit final al qual caldrà donar dues voltes. En aquest circuit hi ha l'ascensió a La Molina, que s'inicia a Alp. Seran 11,4 km al 4,3% de mitjana d'un port dur en els primers quilòmetres, però amb falsos plans i fins i tot descens un cop passat La Masella. L'arribada final és a l'aparcament Font Canaleta de La Molina, a 1.695 metres.
| \| Classificació de l'etapa \| Classificació de l'etapa \| Classificació de l'etapa \| Classificació de l'etapa \| Classificació de l'etapa \| \| Corredor \| Corredor \| Equip \| Temps \| \| \| ------------------------ \| ------------------------- \| ------------------------ \| ------------------------ \| ------------------------ \| \| 1r \| Miguel Ángel López Moreno \| Astana \| 4h 02' 07" \| \| \| 2n \| Gregor Mühlberger \| Bora-Hansgrohe \| + 16" \| \| \| 3r \| Marc Soler i Giménez \| Movistar Team \| + 16" \| \| \| 4t \| Egan Bernal Gómez \| Team Sky \| + 16" \| \| \| 5è \| Adam Yates \| Mitchelton-Scott \| + 16" \| \| \| 6è \| Nairo Quintana Rojas \| Movistar Team \| + 19" \| \| \| 7è \| Steven Kruijswijk \| Team Jumbo-Visma \| + 19" \| \| \| 8è \| Guillaume Martin \| Wanty-Gobert \| + 32" \| \| \| 9è \| Michael Woods \| EF Education First \| + 34" \| \| \| 10è \| Rafał Majka \| Bora-Hansgrohe \| + 42" \| \| |                           |                    |            |
| |                           |                    |            |
| Font: ProCyclingStats |                           |                    |            |
| Classificació de l'etapa |                           |                    |            |
| Corredor | Corredor                  | Equip              | Temps      |
| 1r | Miguel Ángel López Moreno | Astana             | 4h 02' 07" |
| 2n | Gregor Mühlberger         | Bora-Hansgrohe     | + 16"      |
| 3r | Marc Soler i Giménez      | Movistar Team      | + 16"      |
| 4t | Egan Bernal Gómez         | Team Sky           | + 16"      |
| 5è | Adam Yates                | Mitchelton-Scott   | + 16"      |
| 6è | Nairo Quintana Rojas      | Movistar Team      | + 19"      |
| 7è | Steven Kruijswijk         | Team Jumbo-Visma   | + 19"      |
| 8è | Guillaume Martin          | Wanty-Gobert       | + 32"      |
| 9è | Michael Woods             | EF Education First | + 34"      |
| 10è | Rafał Majka               | Bora-Hansgrohe     | + 42"      |

| \| Classificació general \| Classificació general \| Classificació general \| Classificació general \| Classificació general \| \| Corredor \| Corredor \| Equip \| Temps \| \| \| --------------------- \| ------------------------- \| --------------------- \| --------------------- \| --------------------- \| \| 1r \| Miguel Ángel López Moreno \| Astana \| 17h 31' 05" \| \| \| 2n \| Adam Yates \| Mitchelton-Scott \| + 14" \| \| \| 3r \| Egan Bernal Gómez \| Team Sky \| + 17" \| \| \| 4t \| Nairo Quintana Rojas \| Movistar Team \| + 25" \| \| \| 5è \| Daniel Martin \| UAE Team Emirates \| + 46" \| \| \| 6è \| Steven Kruijswijk \| Team Jumbo-Visma \| + 56" \| \| \| 7è \| Michael Woods \| EF Education First \| + 1' 42" \| \| \| 8è \| Romain Bardet \| AG2R La Mondiale \| + 1' 44" \| \| \| 9è \| Rafał Majka \| Bora-Hansgrohe \| + 2' 27" \| \| \| 10è \| Marc Soler i Giménez \| Movistar Team \| + 2' 36" \| \| |                           |                    |             |
| |                           |                    |             |
| Font: ProCyclingStats |                           |                    |             |
| Classificació general |                           |                    |             |
| Corredor | Corredor                  | Equip              | Temps       |
| 1r | Miguel Ángel López Moreno | Astana             | 17h 31' 05" |
| 2n | Adam Yates                | Mitchelton-Scott   | + 14"       |
| 3r | Egan Bernal Gómez         | Team Sky           | + 17"       |
| 4t | Nairo Quintana Rojas      | Movistar Team      | + 25"       |
| 5è | Daniel Martin             | UAE Team Emirates  | + 46"       |
| 6è | Steven Kruijswijk         | Team Jumbo-Visma   | + 56"       |
| 7è | Michael Woods             | EF Education First | + 1' 42"    |
| 8è | Romain Bardet             | AG2R La Mondiale   | + 1' 44"    |
| 9è | Rafał Majka               | Bora-Hansgrohe     | + 2' 27"    |
| 10è | Marc Soler i Giménez      | Movistar Team      | + 2' 36"    |

### Etapa 5
Puigcerdà - Sant Cugat del Vallès. 29 de març de 2019. 188,1 km
Etapa més llarga de la present edició, amb la collada de Toses (20,5 km al 3,1%) només iniciar-se l'etapa i un llarg descens cap a Ripoll i Montesquiu, on s'abandona la C-17 per dirigir-se a Sora i el collet de Sant Agustí (4,1km al 4%). L'etapa continua cap a Perafita, Oristà, Moià i Sant Feliu de Codines, amb un terrenys trencacames pel Lluçanès i el Moianès. Un cop al Vallès el terreny se suavitza.
| \| Classificació de l'etapa \| Classificació de l'etapa \| Classificació de l'etapa \| Classificació de l'etapa \| Classificació de l'etapa \| \| Corredor \| Corredor \| Equip \| Temps \| \| \| ------------------------ \| ------------------------- \| ------------------------ \| ------------------------ \| ------------------------ \| \| 1r \| Maximilian Schachmann \| Bora-Hansgrohe \| 4h 25' 45" \| \| \| 2n \| Michael Matthews \| Team Sunweb \| + 13" \| \| \| 3r \| Ryan Gibbons \| Dimension Data \| + 13" \| \| \| 4t \| Daryl Impey \| Mitchelton-Scott \| + 13" \| \| \| 5è \| Patrick Bevin \| CCC Team \| + 13" \| \| \| 6è \| Phil Bauhaus \| Bahrain-Merida \| + 13" \| \| \| 7è \| Jay McCarthy \| Bora-Hansgrohe \| + 13" \| \| \| 8è \| Nairo Quintana Rojas \| Movistar Team \| + 13" \| \| \| 9è \| Bjorg Lambrecht \| Lotto-Soudal \| + 13" \| \| \| 10è \| Miguel Ángel López Moreno \| Astana \| + 13" \| \| |                           |                  |            |
| |                           |                  |            |
| Font: ProCyclingStats |                           |                  |            |
| Classificació de l'etapa |                           |                  |            |
| Corredor | Corredor                  | Equip            | Temps      |
| 1r | Maximilian Schachmann     | Bora-Hansgrohe   | 4h 25' 45" |
| 2n | Michael Matthews          | Team Sunweb      | + 13"      |
| 3r | Ryan Gibbons              | Dimension Data   | + 13"      |
| 4t | Daryl Impey               | Mitchelton-Scott | + 13"      |
| 5è | Patrick Bevin             | CCC Team         | + 13"      |
| 6è | Phil Bauhaus              | Bahrain-Merida   | + 13"      |
| 7è | Jay McCarthy              | Bora-Hansgrohe   | + 13"      |
| 8è | Nairo Quintana Rojas      | Movistar Team    | + 13"      |
| 9è | Bjorg Lambrecht           | Lotto-Soudal     | + 13"      |
| 10è | Miguel Ángel López Moreno | Astana           | + 13"      |

| \| Classificació general \| Classificació general \| Classificació general \| Classificació general \| Classificació general \| \| Corredor \| Corredor \| Equip \| Temps \| \| \| --------------------- \| ------------------------- \| --------------------- \| --------------------- \| --------------------- \| \| 1r \| Miguel Ángel López Moreno \| Astana \| 21h 57' 05" \| \| \| 2n \| Adam Yates \| Mitchelton-Scott \| + 14" \| \| \| 3r \| Egan Bernal Gómez \| Team Sky \| + 17" \| \| \| 4t \| Nairo Quintana Rojas \| Movistar Team \| + 25" \| \| \| 5è \| Daniel Martin \| UAE Team Emirates \| + 46" \| \| \| 6è \| Steven Kruijswijk \| Team Jumbo-Visma \| + 56" \| \| \| 7è \| Michael Woods \| EF Education First \| + 1' 42" \| \| \| 8è \| Romain Bardet \| AG2R La Mondiale \| + 1' 44" \| \| \| 9è \| Rafał Majka \| Bora-Hansgrohe \| + 2' 27" \| \| \| 10è \| Marc Soler i Giménez \| Movistar Team \| + 2' 36" \| \| |                           |                    |             |
| |                           |                    |             |
| Font: ProCyclingStats |                           |                    |             |
| Classificació general |                           |                    |             |
| Corredor | Corredor                  | Equip              | Temps       |
| 1r | Miguel Ángel López Moreno | Astana             | 21h 57' 05" |
| 2n | Adam Yates                | Mitchelton-Scott   | + 14"       |
| 3r | Egan Bernal Gómez         | Team Sky           | + 17"       |
| 4t | Nairo Quintana Rojas      | Movistar Team      | + 25"       |
| 5è | Daniel Martin             | UAE Team Emirates  | + 46"       |
| 6è | Steven Kruijswijk         | Team Jumbo-Visma   | + 56"       |
| 7è | Michael Woods             | EF Education First | + 1' 42"    |
| 8è | Romain Bardet             | AG2R La Mondiale   | + 1' 44"    |
| 9è | Rafał Majka               | Bora-Hansgrohe     | + 2' 27"    |
| 10è | Marc Soler i Giménez      | Movistar Team      | + 2' 36"    |

### Etapa 6
Valls - Vila-seca. 30 de març de 2019. 174,3 km
Etapa trencacames per la Conca de Barberà, el Priorat i el Camp de Tarragona. Els primers 120 km és un continu pujar i baixar, amb dues petites cotes puntuables, el coll d'Albarca i l'alt d'Alforja, abans d'iniciar el descens cap a la costa per finalitzar l'etapa a Vila-seca.
| \| Classificació de l'etapa \| Classificació de l'etapa \| Classificació de l'etapa \| Classificació de l'etapa \| Classificació de l'etapa \| \| Corredor \| Corredor \| Equip \| Temps \| \| \| ------------------------ \| ------------------------- \| ----------------------------- \| ------------------------ \| ------------------------ \| \| 1r \| Michael Matthews \| Team Sunweb \| 3h 56' 36" \| \| \| 2n \| Phil Bauhaus \| Bahrain-Merida \| + 0" \| \| \| 3r \| Daryl Impey \| Mitchelton-Scott \| + 0" \| \| \| 4t \| Patrick Bevin \| CCC Team \| + 0" \| \| \| 5è \| Mikel Aristi Gardoki \| Euskadi Basque Country-Murias \| + 0" \| \| \| 6è \| Hugo Hofstetter \| Cofidis, Solutions Crédits \| + 0" \| \| \| 7è \| Ryan Gibbons \| Dimension Data \| + 0" \| \| \| 8è \| Miguel Ángel López Moreno \| Astana \| + 0" \| \| \| 9è \| Rafał Majka \| Bora-Hansgrohe \| + 0" \| \| \| 10è \| Enric Mas Nicolau \| Deceuninck-Quick Step \| + 0" \| \| |                           |                               |            |
| |                           |                               |            |
| Font: ProCyclingStats |                           |                               |            |
| Classificació de l'etapa |                           |                               |            |
| Corredor | Corredor                  | Equip                         | Temps      |
| 1r | Michael Matthews          | Team Sunweb                   | 3h 56' 36" |
| 2n | Phil Bauhaus              | Bahrain-Merida                | + 0"       |
| 3r | Daryl Impey               | Mitchelton-Scott              | + 0"       |
| 4t | Patrick Bevin             | CCC Team                      | + 0"       |
| 5è | Mikel Aristi Gardoki      | Euskadi Basque Country-Murias | + 0"       |
| 6è | Hugo Hofstetter           | Cofidis, Solutions Crédits    | + 0"       |
| 7è | Ryan Gibbons              | Dimension Data                | + 0"       |
| 8è | Miguel Ángel López Moreno | Astana                        | + 0"       |
| 9è | Rafał Majka               | Bora-Hansgrohe                | + 0"       |
| 10è | Enric Mas Nicolau         | Deceuninck-Quick Step         | + 0"       |

| \| Classificació general \| Classificació general \| Classificació general \| Classificació general \| Classificació general \| \| Corredor \| Corredor \| Equip \| Temps \| \| \| --------------------- \| ------------------------- \| --------------------- \| --------------------- \| --------------------- \| \| 1r \| Miguel Ángel López Moreno \| Astana \| 25h 53' 41" \| \| \| 2n \| Adam Yates \| Mitchelton-Scott \| + 14" \| \| \| 3r \| Egan Bernal Gómez \| Team Sky \| + 17" \| \| \| 4t \| Nairo Quintana Rojas \| Movistar Team \| + 25" \| \| \| 5è \| Daniel Martin \| UAE Team Emirates \| + 46" \| \| \| 6è \| Steven Kruijswijk \| Team Jumbo-Visma \| + 56" \| \| \| 7è \| Michael Woods \| EF Education First \| + 1' 42" \| \| \| 8è \| Romain Bardet \| AG2R La Mondiale \| + 1' 44" \| \| \| 9è \| Rafał Majka \| Bora-Hansgrohe \| + 2' 27" \| \| \| 10è \| Marc Soler i Giménez \| Movistar Team \| + 2' 36" \| \| |                           |                    |             |
| |                           |                    |             |
| Font: ProCyclingStats |                           |                    |             |
| Classificació general |                           |                    |             |
| Corredor | Corredor                  | Equip              | Temps       |
| 1r | Miguel Ángel López Moreno | Astana             | 25h 53' 41" |
| 2n | Adam Yates                | Mitchelton-Scott   | + 14"       |
| 3r | Egan Bernal Gómez         | Team Sky           | + 17"       |
| 4t | Nairo Quintana Rojas      | Movistar Team      | + 25"       |
| 5è | Daniel Martin             | UAE Team Emirates  | + 46"       |
| 6è | Steven Kruijswijk         | Team Jumbo-Visma   | + 56"       |
| 7è | Michael Woods             | EF Education First | + 1' 42"    |
| 8è | Romain Bardet             | AG2R La Mondiale   | + 1' 44"    |
| 9è | Rafał Majka               | Bora-Hansgrohe     | + 2' 27"    |
| 10è | Marc Soler i Giménez      | Movistar Team      | + 2' 36"    |

### Etapa 7
Barcelona - Barcelona. 31 de març de 2019. 143,1 km
Etapa curta i moguda pels voltants de Barcelona, amb sortida real a l'Hospitalet de Llobregat per anar a cercar l'alt de l'Ordal (5,7 km al 4,4%) i Avinyó Nou, al Penedès, on es gira cap a Begues per tornar a Barcelona. Els darrers 52 quilòmetres es fan al circuit final per la muntanya de Montjuïc, on s'han de fer vuit voltes, amb vuit passos puntuables per l'alt de Montjuïc (2,1 km al 5,7).
| \| Classificació de l'etapa \| Classificació de l'etapa \| Classificació de l'etapa \| Classificació de l'etapa \| Classificació de l'etapa \| \| Corredor \| Corredor \| Equip \| Temps \| \| \| ------------------------ \| --------------------------- \| ------------------------ \| ------------------------ \| ------------------------ \| \| 1r \| Davide Formolo \| Bora-Hansgrohe \| 3h 19' 41" \| \| \| 2n \| Enric Mas Nicolau \| Deceuninck-Quick Step \| + 51" \| \| \| 3r \| Maximilian Schachmann \| Bora-Hansgrohe \| + 53" \| \| \| 4t \| Dion Smith \| Mitchelton-Scott \| + 55" \| \| \| 5è \| Alejandro Valverde Belmonte \| Movistar Team \| + 55" \| \| \| 6è \| Egan Bernal Gómez \| Team Sky \| + 55" \| \| \| 7è \| Adam Yates \| Mitchelton-Scott \| + 55" \| \| \| 8è \| Nairo Quintana Rojas \| Movistar Team \| + 55" \| \| \| 9è \| Steven Kruijswijk \| Team Jumbo-Visma \| + 55" \| \| \| 10è \| Michael Woods \| EF Education First \| + 55" \| \| |                             |                       |            |
| |                             |                       |            |
| Font: ProCyclingStats |                             |                       |            |
| Classificació de l'etapa |                             |                       |            |
| Corredor | Corredor                    | Equip                 | Temps      |
| 1r | Davide Formolo              | Bora-Hansgrohe        | 3h 19' 41" |
| 2n | Enric Mas Nicolau           | Deceuninck-Quick Step | + 51"      |
| 3r | Maximilian Schachmann       | Bora-Hansgrohe        | + 53"      |
| 4t | Dion Smith                  | Mitchelton-Scott      | + 55"      |
| 5è | Alejandro Valverde Belmonte | Movistar Team         | + 55"      |
| 6è | Egan Bernal Gómez           | Team Sky              | + 55"      |
| 7è | Adam Yates                  | Mitchelton-Scott      | + 55"      |
| 8è | Nairo Quintana Rojas        | Movistar Team         | + 55"      |
| 9è | Steven Kruijswijk           | Team Jumbo-Visma      | + 55"      |
| 10è | Michael Woods               | EF Education First    | + 55"      |

## Classificacions finals

### Classificació general
| \| Classificació general \| Classificació general \| Classificació general \| Classificació general \| Classificació general \| \| Corredor \| Corredor \| Equip \| Temps \| \| \| --------------------- \| --------------------------- \| --------------------- \| --------------------- \| --------------------- \| \| 1r \| Miguel Ángel López Moreno \| Astana \| 29h 14' 17" \| \| \| 2n \| Adam Yates \| Mitchelton-Scott \| + 14" \| \| \| 3r \| Egan Bernal Gómez \| Team Sky \| + 17" \| \| \| 4t \| Nairo Quintana Rojas \| Movistar Team \| + 25" \| \| \| 5è \| Steven Kruijswijk \| Team Jumbo-Visma \| + 56" \| \| \| 6è \| Michael Woods \| EF Education First \| + 1' 42" \| \| \| 7è \| Rafał Majka \| Bora-Hansgrohe \| + 2' 27" \| \| \| 8è \| Guillaume Martin \| Wanty-Gobert \| + 2' 41" \| \| \| 9è \| Enric Mas Nicolau \| Deceuninck-Quick Step \| + 2' 49" \| \| \| 10è \| Alejandro Valverde Belmonte \| Movistar Team \| + 3' 02" \| \| |                             |                       |             |
| |                             |                       |             |
| Font: ProCyclingStats |                             |                       |             |
| Classificació general |                             |                       |             |
| Corredor | Corredor                    | Equip                 | Temps       |
| 1r | Miguel Ángel López Moreno   | Astana                | 29h 14' 17" |
| 2n | Adam Yates                  | Mitchelton-Scott      | + 14"       |
| 3r | Egan Bernal Gómez           | Team Sky              | + 17"       |
| 4t | Nairo Quintana Rojas        | Movistar Team         | + 25"       |
| 5è | Steven Kruijswijk           | Team Jumbo-Visma      | + 56"       |
| 6è | Michael Woods               | EF Education First    | + 1' 42"    |
| 7è | Rafał Majka                 | Bora-Hansgrohe        | + 2' 27"    |
| 8è | Guillaume Martin            | Wanty-Gobert          | + 2' 41"    |
| 9è | Enric Mas Nicolau           | Deceuninck-Quick Step | + 2' 49"    |
| 10è | Alejandro Valverde Belmonte | Movistar Team         | + 3' 02"    |

### Classificacions secundàries
| Classificació de la muntanya | Classificació de la muntanya | Classificació de la muntanya | Classificació de la muntanya | Classificació de la muntanya |
| Corredor                     | Corredor                     | Equip                        | Punts                        |                              |
| ---------------------------- | ---------------------------- | ---------------------------- | ---------------------------- | ---------------------------- |
| 1r                           | Thomas De Gendt              | Lotto-Soudal                 | 60 pts                       |                              |
| 2n                           | Carlos Verona Quintanilla    | Movistar Team                | 41 pts                       |                              |
| 3r                           | Gregor Mühlberger            | Bora-Hansgrohe               | 40 pts                       |                              |
| 4t                           | Adam Yates                   | Mitchelton-Scott             | 34 pts                       |                              |
| 5è                           | Egan Bernal Gómez            | Team Sky                     | 25 pts                       |                              |
| 6è                           | Luis Ángel Maté Mardones     | Cofidis, Solutions Crédits   | 24 pts                       |                              |
| 7è                           | Pieter Weening               | Roompot-Charles              | 24 pts                       |                              |
| 8è                           | Miguel Ángel López Moreno    | Astana                       | 22 pts                       |                              |
| 9è                           | Patrick Bevin                | CCC Team                     | 21 pts                       |                              |
| 10è                          | Davide Formolo               | Bora-Hansgrohe               | 18 pts                       |                              |

| Classificació de la muntanya | Classificació de la muntanya | Classificació de la muntanya | Classificació de la muntanya | Classificació de la muntanya |
| Corredor                     | Corredor                     | Equip                        | Punts                        |                              |
| ---------------------------- | ---------------------------- | ---------------------------- | ---------------------------- | ---------------------------- |
| 1r                           | Thomas De Gendt              | Lotto-Soudal                 | 60 pts                       |                              |
| 2n                           | Carlos Verona Quintanilla    | Movistar Team                | 41 pts                       |                              |
| 3r                           | Gregor Mühlberger            | Bora-Hansgrohe               | 40 pts                       |                              |
| 4t                           | Adam Yates                   | Mitchelton-Scott             | 34 pts                       |                              |
| 5è                           | Egan Bernal Gómez            | Team Sky                     | 25 pts                       |                              |
| 6è                           | Luis Ángel Maté Mardones     | Cofidis, Solutions Crédits   | 24 pts                       |                              |
| 7è                           | Pieter Weening               | Roompot-Charles              | 24 pts                       |                              |
| 8è                           | Miguel Ángel López Moreno    | Astana                       | 22 pts                       |                              |
| 9è                           | Patrick Bevin                | CCC Team                     | 21 pts                       |                              |
| 10è                          | Davide Formolo               | Bora-Hansgrohe               | 18 pts                       |                              |

| Classificació dels esprints | Classificació dels esprints | Classificació dels esprints | Classificació dels esprints | Classificació dels esprints |
| Corredor                    | Corredor                    | Equip                       | Punts                       |                             |
| --------------------------- | --------------------------- | --------------------------- | --------------------------- | --------------------------- |
| 1r                          | Michael Matthews            | Team Sunweb                 | 29 pts                      |                             |
| 2n                          | Maximilian Schachmann       | Bora-Hansgrohe              | 28 pts                      |                             |
| 3r                          | Thomas De Gendt             | Lotto-Soudal                | 16 pts                      |                             |
| 4t                          | Davide Formolo              | Bora-Hansgrohe              | 13 pts                      |                             |
| 5è                          | Alejandro Valverde Belmonte | Movistar Team               | 11 pts                      |                             |
| 6è                          | Miguel Ángel López Moreno   | Astana                      | 10 pts                      |                             |
| 7è                          | Adam Yates                  | Mitchelton-Scott            | 10 pts                      |                             |
| 8è                          | Gregor Mühlberger           | Bora-Hansgrohe              | 8 pts                       |                             |
| 9è                          | Daryl Impey                 | Mitchelton-Scott            | 8 pts                       |                             |
| 10è                         | Egan Bernal Gómez           | Team Sky                    | 7 pts                       |                             |

| Classificació dels esprints | Classificació dels esprints | Classificació dels esprints | Classificació dels esprints | Classificació dels esprints |
| Corredor                    | Corredor                    | Equip                       | Punts                       |                             |
| --------------------------- | --------------------------- | --------------------------- | --------------------------- | --------------------------- |
| 1r                          | Michael Matthews            | Team Sunweb                 | 29 pts                      |                             |
| 2n                          | Maximilian Schachmann       | Bora-Hansgrohe              | 28 pts                      |                             |
| 3r                          | Thomas De Gendt             | Lotto-Soudal                | 16 pts                      |                             |
| 4t                          | Davide Formolo              | Bora-Hansgrohe              | 13 pts                      |                             |
| 5è                          | Alejandro Valverde Belmonte | Movistar Team               | 11 pts                      |                             |
| 6è                          | Miguel Ángel López Moreno   | Astana                      | 10 pts                      |                             |
| 7è                          | Adam Yates                  | Mitchelton-Scott            | 10 pts                      |                             |
| 8è                          | Gregor Mühlberger           | Bora-Hansgrohe              | 8 pts                       |                             |
| 9è                          | Daryl Impey                 | Mitchelton-Scott            | 8 pts                       |                             |
| 10è                         | Egan Bernal Gómez           | Team Sky                    | 7 pts                       |                             |

| Classificació del millor jove | Classificació del millor jove | Classificació del millor jove | Classificació del millor jove | Classificació del millor jove |
| Corredor                      | Corredor                      | Equip                         | Temps                         |                               |
| ----------------------------- | ----------------------------- | ----------------------------- | ----------------------------- | ----------------------------- |
| 1r                            | Miguel Ángel López Moreno     | Astana                        | 29h 14' 17"                   |                               |
| 2n                            | Egan Bernal Gómez             | Team Sky                      | + 17"                         |                               |
| 3r                            | Enric Mas Nicolau             | Deceuninck-Quick Step         | + 2' 49"                      |                               |
| 4t                            | Maximilian Schachmann         | Bora-Hansgrohe                | + 3' 15"                      |                               |
| 5è                            | Odd Christian Eiking          | Wanty-Gobert                  | + 7' 07"                      |                               |
| 6è                            | James Knox                    | Deceuninck-Quick Step         | + 13' 55"                     |                               |
| 7è                            | Merhawi Kudus                 | Astana                        | + 15' 57"                     |                               |
| 8è                            | Giulio Ciccone                | Trek-Segafredo                | + 17' 20"                     |                               |
| 9è                            | Pàvel Sivakov                 | Team Sky                      | + 18' 19"                     |                               |
| 10è                           | Gregor Mühlberger             | Bora-Hansgrohe                | + 24' 58"                     |                               |

| Classificació del millor jove | Classificació del millor jove | Classificació del millor jove | Classificació del millor jove | Classificació del millor jove |
| Corredor                      | Corredor                      | Equip                         | Temps                         |                               |
| ----------------------------- | ----------------------------- | ----------------------------- | ----------------------------- | ----------------------------- |
| 1r                            | Miguel Ángel López Moreno     | Astana                        | 29h 14' 17"                   |                               |
| 2n                            | Egan Bernal Gómez             | Team Sky                      | + 17"                         |                               |
| 3r                            | Enric Mas Nicolau             | Deceuninck-Quick Step         | + 2' 49"                      |                               |
| 4t                            | Maximilian Schachmann         | Bora-Hansgrohe                | + 3' 15"                      |                               |
| 5è                            | Odd Christian Eiking          | Wanty-Gobert                  | + 7' 07"                      |                               |
| 6è                            | James Knox                    | Deceuninck-Quick Step         | + 13' 55"                     |                               |
| 7è                            | Merhawi Kudus                 | Astana                        | + 15' 57"                     |                               |
| 8è                            | Giulio Ciccone                | Trek-Segafredo                | + 17' 20"                     |                               |
| 9è                            | Pàvel Sivakov                 | Team Sky                      | + 18' 19"                     |                               |
| 10è                           | Gregor Mühlberger             | Bora-Hansgrohe                | + 24' 58"                     |                               |

| Classificació per equips | Classificació per equips      | Classificació per equips | Classificació per equips |
| Equip                    | Equip                         | Temps                    |                          |
| ------------------------ | ----------------------------- | ------------------------ | ------------------------ |
| 1r                       | Movistar Team                 | 87h 49' 11"              |                          |
| 2n                       | Bora-hansgrohe                | + 5' 13"                 |                          |
| 3r                       | Astana                        | + 10' 12"                |                          |
| 4t                       | Wanty-Groupe Gobert           | + 16' 39"                |                          |
| 5è                       | Mitchelton-Scott              | + 16' 42"                |                          |
| 6è                       | EF Education First            | + 23' 07"                |                          |
| 7è                       | Sky                           | + 30' 12"                |                          |
| 8è                       | Euskadi Basque Country-Murias | + 33' 55"                |                          |
| 9è                       | Cofidis, Solutions Crédits    | + 34' 48"                |                          |
| 10è                      | AG2R La Mondiale              | + 35' 41"                |                          |

| Classificació per equips | Classificació per equips      | Classificació per equips | Classificació per equips |
| Equip                    | Equip                         | Temps                    |                          |
| ------------------------ | ----------------------------- | ------------------------ | ------------------------ |
| 1r                       | Movistar Team                 | 87h 49' 11"              |                          |
| 2n                       | Bora-hansgrohe                | + 5' 13"                 |                          |
| 3r                       | Astana                        | + 10' 12"                |                          |
| 4t                       | Wanty-Groupe Gobert           | + 16' 39"                |                          |
| 5è                       | Mitchelton-Scott              | + 16' 42"                |                          |
| 6è                       | EF Education First            | + 23' 07"                |                          |
| 7è                       | Sky                           | + 30' 12"                |                          |
| 8è                       | Euskadi Basque Country-Murias | + 33' 55"                |                          |
| 9è                       | Cofidis, Solutions Crédits    | + 34' 48"                |                          |
| 10è                      | AG2R La Mondiale              | + 35' 41"                |                          |

## Evolució de les classificacions
| Etapa                 | Vencedor              | Classificació general | Classificació de la muntanya | Classificació dels esprints | Classificació dels joves | Classificació per equips |
| --------------------- | --------------------- | --------------------- | ---------------------------- | --------------------------- | ------------------------ | ------------------------ |
| 1                     | Thomas De Gendt       | Thomas De Gendt       | Thomas De Gendt              | Thomas De Gendt             | Maximilian Schachmann    | Lotto-Soudal             |
| 2                     | Michael Matthews      | Thomas De Gendt       | Thomas De Gendt              | Thomas De Gendt             | Maximilian Schachmann    | Lotto-Soudal             |
| 3                     | Adam Yates            | Thomas De Gendt       | Thomas De Gendt              | Thomas De Gendt             | Egan Bernal              | Movistar                 |
| 4                     | Miguel Ángel López    | Miguel Ángel López    | Thomas De Gendt              | Thomas De Gendt             | Miguel Ángel López       | Movistar                 |
| 5                     | Maximilian Schachmann | Miguel Ángel López    | Thomas De Gendt              | Maximilian Schachmann       | Miguel Ángel López       | Movistar                 |
| 6                     | Michael Matthews      | Miguel Ángel López    | Thomas De Gendt              | Michael Matthews            | Miguel Ángel López       | Movistar                 |
| 7                     | Davide Formolo        | Miguel Ángel López    | Thomas De Gendt              | Michael Matthews            | Miguel Ángel López       | Movistar                 |
| Classifiacions finals | Classifiacions finals | Miguel Ángel López    | Thomas De Gendt              | Michael Matthews            | Miguel Ángel López       | Movistar                 |

## Llista de participants
| Movistar Team MOV | Movistar Team MOV                        | Movistar Team MOV |
| ----------------- | ---------------------------------------- | ----------------- |
| Núm               | Ciclista                                 | Pos               |
| 1                 | Alejandro Valverde Belmonte (ESP) (ruta) | 10è               |
| 2                 | Nairo Quintana Rojas (COL)               | 4t                |
| 3                 | Richard Carapaz Montenegro (ECU)         | 26è               |
| 4                 | Carlos Verona Quintanilla (ESP)          | 52è               |
| 5                 | Andrey Amador Bikkazakova (CRC)          | 84è               |
| 6                 | Imanol Erviti Ollo (ESP)                 | 85è               |
| 7                 | Marc Soler i Giménez (ESP)               | DNF-7             |

| Deceuninck-Quick Step DQT | Deceuninck-Quick Step DQT | Deceuninck-Quick Step DQT |
| ------------------------- | ------------------------- | ------------------------- |
| Núm                       | Ciclista                  | Pos                       |
| 11                        | Enric Mas Nicolau (ESP)   | 9è                        |
| 12                        | Álvaro Hodeg Chagui (COL) | DNF-5                     |
| 13                        | James Knox (GBR)          | 25è                       |
| 14                        | Dries Devenyns (BEL)      | DNF-7                     |
| 15                        | Eros Capecchi (ITA)       | DNF-7                     |
| 16                        | Fabio Sabatini (ITA)      | DNF-7                     |
| 17                        | Petr Vakoč (CZE)          | 95è                       |

| Team Sky SKY | Team Sky SKY                  | Team Sky SKY |
| ------------ | ----------------------------- | ------------ |
| Núm          | Ciclista                      | Pos          |
| 21           | Christopher Froome (GBR)      | 94è          |
| 22           | Egan Bernal Gómez (COL)       | 3r           |
| 23           | Iván Ramiro Sosa Cuervo (COL) | 41è          |
| 24           | Pàvel Sivakov (RUS)           | 30è          |
| 25           | Jhonatan Narváez Prado (ECU)  | 63è          |
| 26           | Sebastián Henao Gómez (COL)   | 49è          |
| 27           | Christian Knees (GER)         | DNF-7        |

| Bora-Hansgrohe BOH | Bora-Hansgrohe BOH          | Bora-Hansgrohe BOH |
| ------------------ | --------------------------- | ------------------ |
| Núm                | Ciclista                    | Pos                |
| 31                 | Maximilian Schachmann (GER) | 12è                |
| 32                 | Davide Formolo (ITA)        | 20è                |
| 33                 | Rafał Majka (POL)           | 7è                 |
| 34                 | Erik Baška (SVK)            | DNF-2              |
| 35                 | Gregor Mühlberger (AUT)     | 39è                |
| 36                 | Jay McCarthy (AUS)          | DNF-7              |
| 37                 | Andreas Schillinger (GER)   | DNF-7              |

| Mitchelton-Scott MTS | Mitchelton-Scott MTS       | Mitchelton-Scott MTS |
| -------------------- | -------------------------- | -------------------- |
| Núm                  | Ciclista                   | Pos                  |
| 41                   | Simon Yates (GBR)          | 13è                  |
| 42                   | Daryl Impey (RSA) (ruta)   | 66è                  |
| 43                   | Adam Yates (GBR)           | 2n                   |
| 44                   | Dion Smith (NZL)           | 54è                  |
| 45                   | Michael Albasini (SUI)     | DNF-7                |
| 46                   | Tsgabu Grmay (ETH)         | 51è                  |
| 47                   | Esteban Chaves Rubio (COL) | 34è                  |

| Astana AST | Astana AST                          | Astana AST |
| ---------- | ----------------------------------- | ---------- |
| Núm        | Ciclista                            | Pos        |
| 51         | Miguel Ángel López Moreno (COL)     | 1r         |
| 52         | Peio Bilbao López de Armentia (ESP) | 28è        |
| 53         | Merhawi Kudus (ERI) (ruta)          | 27è        |
| 54         | Davide Villella (ITA)               | 45è        |
| 55         | Andrei Zeits (KAZ)                  | 22è        |
| 56         | Rodrigo Contreras (COL)             | DNF-7      |
| 57         | Jonas Gregaard Wilsly (DEN)         | 88è        |

| Bahrain-Merida TBM | Bahrain-Merida TBM        | Bahrain-Merida TBM |
| ------------------ | ------------------------- | ------------------ |
| Núm                | Ciclista                  | Pos                |
| 61                 | Damiano Caruso (ITA)      | 19è                |
| 62                 | Hermann Pernsteiner (AUT) | 14è                |
| 63                 | Grega Bole (SLO)          | 73è                |
| 64                 | Andrea Garosio (ITA)      | 67è                |
| 65                 | Phil Bauhaus (GER)        | DNF-7              |
| 66                 | Antonio Nibali (ITA)      | 83è                |
| 67                 | Valerio Agnoli (ITA)      | DNF-7              |

| Team Sunweb SUN | Team Sunweb SUN        | Team Sunweb SUN |
| --------------- | ---------------------- | --------------- |
| Núm             | Ciclista               | Pos             |
| 71              | Michael Matthews (AUS) | 59è             |
| 72              | Wilco Kelderman (NED)  | DNF-5           |
| 73              | Robert Power (AUS)     | 99è             |
| 74              | Chris Hamilton (AUS)   | DNF-7           |
| 75              | Jan Bakelants (BEL)    | 65è             |
| 76              | Michael Storer (AUS)   | DNF-7           |
| 77              | Lennard Kämna (GER)    | 80è             |

| Team Jumbo-Visma TJV | Team Jumbo-Visma TJV    | Team Jumbo-Visma TJV |
| -------------------- | ----------------------- | -------------------- |
| Núm                  | Ciclista                | Pos                  |
| 81                   | Steven Kruijswijk (NED) | 5è                   |
| 82                   | Antwan Tolhoek (NED)    | DNF-7                |
| 83                   | Sepp Kuss (USA)         | DNF-7                |
| 84                   | Floris De Tier (BEL)    | 47è                  |
| 85                   | Tom Leezer (NED)        | DNF-7                |
| 86                   | Lennard Hofstede (NED)  | 60è                  |
| 87                   | Bert-Jan Lindeman (NED) | DNF-7                |

| AG2R La Mondiale ALM | AG2R La Mondiale ALM    | AG2R La Mondiale ALM |
| -------------------- | ----------------------- | -------------------- |
| Núm                  | Ciclista                | Pos                  |
| 91                   | Romain Bardet (FRA)     | DNF-7                |
| 92                   | Tony Gallopin (FRA)     | DNF-7                |
| 93                   | François Bidard (FRA)   | 57è                  |
| 94                   | Alexis Gougeard (FRA)   | 91è                  |
| 95                   | Geoffrey Bouchard (FRA) | 76è                  |
| 96                   | Axel Domont (FRA)       | DNF-5                |
| 97                   | Ben Gastauer (LUX)      | 55è                  |

| UAE Team Emirates UAD | UAE Team Emirates UAD       | UAE Team Emirates UAD |
| --------------------- | --------------------------- | --------------------- |
| Núm                   | Ciclista                    | Pos                   |
| 101                   | Daniel Martin (IRL)         | 23è                   |
| 102                   | Aliaksandr Rabuixenka (BLR) | 92è                   |
| 103                   | Rui Oliveira (POR)          | DNF-4                 |
| 104                   | Edward Ravasi (ITA)         | 72è                   |
| 105                   | Simone Petilli (ITA)        | 48è                   |
| 106                   | Cristian Camilo Muñoz (COL) | 58è                   |
| 107                   | Rory Sutherland (AUS)       | 87è                   |

| Trek-Segafredo TFS | Trek-Segafredo TFS            | Trek-Segafredo TFS |
| ------------------ | ----------------------------- | ------------------ |
| Núm                | Ciclista                      | Pos                |
| 111                | Richie Porte (AUS)            | 38è                |
| 112                | Giulio Ciccone (ITA)          | 29è                |
| 113                | Michael Gogl (AUT)            | DNF-4              |
| 114                | Peter Stetina (USA)           | 61è                |
| 115                | Niklas Eg (DEN)               | 77è                |
| 116                | Jarlinson Pantano Gómez (COL) | DNF-1              |
| 117                | William Clarke (AUS)          | DNF-4              |

| Groupama-FDJ GFC | Groupama-FDJ GFC              | Groupama-FDJ GFC |
| ---------------- | ----------------------------- | ---------------- |
| Núm              | Ciclista                      | Pos              |
| 121              | Thibaut Pinot (FRA)           | 11è              |
| 122              | Sébastien Reichenbach (SUI)   | 33è              |
| 123              | Tobias Ludvigsson (SWE)       | 56è              |
| 124              | Kilian Frankiny (SUI)         | 86è              |
| 125              | Steve Morabito (SUI) (ruta)   | DNF-1            |
| 126              | Antoine Duchesne (CAN) (ruta) | 98è              |
| 127              | Benoît Vaugrenard (FRA)       | DNF-7            |

| Lotto-Soudal LTS | Lotto-Soudal LTS      | Lotto-Soudal LTS |
| ---------------- | --------------------- | ---------------- |
| Núm              | Ciclista              | Pos              |
| 131              | Jelle Vanendert (BEL) | 74è              |
| 132              | Bjorg Lambrecht (BEL) | 44è              |
| 133              | Thomas De Gendt (BEL) | 36è              |
| 134              | Maxime Monfort (BEL)  | NP-5             |
| 135              | Rémy Mertz (BEL)      | DNF-4            |
| 136              | Sander Armée (BEL)    | 96è              |
| 137              | Harm Vanhoucke (BEL)  | DNF-7            |

| EF Education First EF1 | EF Education First EF1        | EF Education First EF1 |
| ---------------------- | ----------------------------- | ---------------------- |
| Núm                    | Ciclista                      | Pos                    |
| 141                    | Michael Woods (CAN)           | 6è                     |
| 142                    | Tejay van Garderen (USA)      | DNF-7                  |
| 143                    | Hugh Carthy (GBR)             | DNF-7                  |
| 144                    | Tanel Kangert (EST)           | 40è                    |
| 145                    | Jonathan Caicedo Cepeda (ECU) | DNF-7                  |
| 146                    | Joe Dombrowski (USA)          | 21è                    |
| 147                    | Nathan Brown (USA)            | 75è                    |

| Katusha-Alpecin TKA | Katusha-Alpecin TKA         | Katusha-Alpecin TKA |
| ------------------- | --------------------------- | ------------------- |
| Núm                 | Ciclista                    | Pos                 |
| 151                 | Nathan Haas (AUS)           | DNF-3               |
| 152                 | Ilnur Zakarin (RUS)         | 17è                 |
| 153                 | Simon Špilak (SLO)          | DNF-4               |
| 154                 | Daniel Navarro García (ESP) | 46è                 |
| 155                 | Steff Cras (BEL)            | DNF-7               |
| 156                 | Matteo Fabbro (ITA)         | 71è                 |
| 157                 | Pàvel Koixetkov (RUS)       | DNF-7               |

| Dimension Data TDD | Dimension Data TDD               | Dimension Data TDD |
| ------------------ | -------------------------------- | ------------------ |
| Núm                | Ciclista                         | Pos                |
| 161                | Enrico Gasparotto (ITA)          | NP-5               |
| 162                | Gino Mäder (SUI)                 | DNF-2              |
| 163                | Ryan Gibbons (RSA)               | DNF-7              |
| 164                | Ben O'Connor (AUS)               | DNF-7              |
| 165                | Amanuel Gebrezgabihier (ERI)     | 100è               |
| 166                | Danilo Wyss (SUI)                | 93è                |
| 167                | Jacques Janse van Rensburg (RSA) | DNF-7              |

| CCC Team CPT | CCC Team CPT          | CCC Team CPT |
| ------------ | --------------------- | ------------ |
| Núm          | Ciclista              | Pos          |
| 171          | Patrick Bevin (NZL)   | 32è          |
| 172          | Josef Černý (CZE)     | DNF-7        |
| 173          | Riccardo Zoidl (AUT)  | 35è          |
| 174          | Łukasz Owsian (POL)   | DNF-7        |
| 175          | Joey Rosskopf (USA)   | NP-3         |
| 176          | Simon Geschke (GER)   | DNF-7        |
| 177          | Laurens ten Dam (NED) | 31è          |

| Burgos-BH BBH | Burgos-BH BBH               | Burgos-BH BBH |
| ------------- | --------------------------- | ------------- |
| Núm           | Ciclista                    | Pos           |
| 181           | Ricardo Vilela (POR)        | 68è           |
| 182           | Ángel Madrazo Ruiz (ESP)    | DNF-7         |
| 183           | Diego Rubio Hernández (ESP) | DNF-7         |
| 184           | José Fernandes (POR)        | DNF-4         |
| 185           | Óscar Cabedo (ESP)          | DNF-6         |
| 186           | James Mitri (NZL)           | DNF-7         |
| 187           | Jorge Cubero (ESP)          | DNF-1         |

| Caja Rural-Seguros RGA CJR | Caja Rural-Seguros RGA CJR      | Caja Rural-Seguros RGA CJR |
| -------------------------- | ------------------------------- | -------------------------- |
| Núm                        | Ciclista                        | Pos                        |
| 191                        | Domingos Gonçalves (POR) (ruta) | DNF-1                      |
| 192                        | Alan Banaszek (POL)             | DNF-3                      |
| 193                        | Cristián Rodríguez Martín (ESP) | DNF-7                      |
| 194                        | Gonzalo Serrano Rodríguez (ESP) |                            |
| 195                        | Álvaro Cuadros (ESP)            | NP-6                       |
| 196                        | Nelson Soto Martínez (COL)      | DNF-7                      |
| 197                        | Sebastián Mora Vedri (ESP)      | DNF-7                      |

| Cofidis, Solutions Crédits COF | Cofidis, Solutions Crédits COF    | Cofidis, Solutions Crédits COF |
| ------------------------------ | --------------------------------- | ------------------------------ |
| Núm                            | Ciclista                          | Pos                            |
| 201                            | Jesús Herrada López (ESP)         | 42è                            |
| 202                            | Hugo Hofstetter (FRA)             | NP-3                           |
| 203                            | Jesper Hansen (DEN)               | NP-3                           |
| 204                            | José Herrada López (ESP)          | DNF-2                          |
| 205                            | Natnael Berhane (ERI)             | DNF-7                          |
| 206                            | Luis Ángel Maté Mardones (ESP)    | 18è                            |
| 207                            | John Darwin Atapuma Hurtado (COL) | 16è                            |

| Euskadi Basque Country-Murias EUS | Euskadi Basque Country-Murias EUS  | Euskadi Basque Country-Murias EUS |
| --------------------------------- | ---------------------------------- | --------------------------------- |
| Núm                               | Ciclista                           | Pos                               |
| 211                               | Fernando Barceló Aragón (ESP)      | 53è                               |
| 212                               | Mikel Bizkarra Etxegibel (ESP)     | 43è                               |
| 213                               | Garikoitz Bravo Oiarbide (ESP)     | DNF-7                             |
| 214                               | Óscar Rodríguez Garaicoechea (ESP) | DNF-7                             |
| 215                               | Mikel Aristi Gardoki (ESP)         | DNF-7                             |
| 216                               | Mikel Iturria Segurola (ESP)       | 79è                               |
| 217                               | Sergio Samitier (ESP)              | 97è                               |

| Roompot-Charles ROC | Roompot-Charles ROC      | Roompot-Charles ROC |
| ------------------- | ------------------------ | ------------------- |
| Núm                 | Ciclista                 | Pos                 |
| 221                 | Pieter Weening (NED)     | 78è                 |
| 222                 | Huub Duyn (NED)          | DNF-3               |
| 223                 | Oscar Riesebeek (NED)    | 89è                 |
| 224                 | Nick van der Lijke (NED) | 70è                 |
| 225                 | Maurits Lammertink (NED) | 69è                 |
| 226                 | Mathias De Witte (BEL)   | 82è                 |
| 227                 | Arjen Livyns (BEL)       | DNF-1               |

| Arkéa-Samsic PCB | Arkéa-Samsic PCB        | Arkéa-Samsic PCB |
| ---------------- | ----------------------- | ---------------- |
| Núm              | Ciclista                | Pos              |
| 231              | André Greipel (GER)     | NP-6             |
| 232              | Warren Barguil (FRA)    | DNF-7            |
| 233              | Anthony Delaplace (FRA) | 90è              |
| 234              | Kévin Ledanois (FRA)    | 62è              |
| 235              | Brice Feillu (FRA)      | 81è              |
| 236              | Florian Vachon (FRA)    | DNF-6            |
| 237              | Amaël Moinard (FRA)     | 64è              |

| Wanty-Gobert WGG | Wanty-Gobert WGG           | Wanty-Gobert WGG |
| ---------------- | -------------------------- | ---------------- |
| Núm              | Ciclista                   | Pos              |
| 241              | Guillaume Martin (FRA)     | 8è               |
| 242              | Xandro Meurisse (BEL)      | NP-4             |
| 243              | Thomas Degand (BEL)        | 37è              |
| 244              | Odd Christian Eiking (NOR) | 15è              |
| 245              | Fabien Doubey (FRA)        | 24è              |
| 246              | Marco Minnaard (NED)       | 50è              |
| 247              | Bart De Clercq (BEL)       | DNF-7            |

| Movistar Team MOV | Movistar Team MOV                        | Movistar Team MOV |
| ----------------- | ---------------------------------------- | ----------------- |
| Núm               | Ciclista                                 | Pos               |
| 1                 | Alejandro Valverde Belmonte (ESP) (ruta) | 10è               |
| 2                 | Nairo Quintana Rojas (COL)               | 4t                |
| 3                 | Richard Carapaz Montenegro (ECU)         | 26è               |
| 4                 | Carlos Verona Quintanilla (ESP)          | 52è               |
| 5                 | Andrey Amador Bikkazakova (CRC)          | 84è               |
| 6                 | Imanol Erviti Ollo (ESP)                 | 85è               |
| 7                 | Marc Soler i Giménez (ESP)               | DNF-7             |

| Deceuninck-Quick Step DQT | Deceuninck-Quick Step DQT | Deceuninck-Quick Step DQT |
| ------------------------- | ------------------------- | ------------------------- |
| Núm                       | Ciclista                  | Pos                       |
| 11                        | Enric Mas Nicolau (ESP)   | 9è                        |
| 12                        | Álvaro Hodeg Chagui (COL) | DNF-5                     |
| 13                        | James Knox (GBR)          | 25è                       |
| 14                        | Dries Devenyns (BEL)      | DNF-7                     |
| 15                        | Eros Capecchi (ITA)       | DNF-7                     |
| 16                        | Fabio Sabatini (ITA)      | DNF-7                     |
| 17                        | Petr Vakoč (CZE)          | 95è                       |

| Team Sky SKY | Team Sky SKY                  | Team Sky SKY |
| ------------ | ----------------------------- | ------------ |
| Núm          | Ciclista                      | Pos          |
| 21           | Christopher Froome (GBR)      | 94è          |
| 22           | Egan Bernal Gómez (COL)       | 3r           |
| 23           | Iván Ramiro Sosa Cuervo (COL) | 41è          |
| 24           | Pàvel Sivakov (RUS)           | 30è          |
| 25           | Jhonatan Narváez Prado (ECU)  | 63è          |
| 26           | Sebastián Henao Gómez (COL)   | 49è          |
| 27           | Christian Knees (GER)         | DNF-7        |

| Bora-Hansgrohe BOH | Bora-Hansgrohe BOH          | Bora-Hansgrohe BOH |
| ------------------ | --------------------------- | ------------------ |
| Núm                | Ciclista                    | Pos                |
| 31                 | Maximilian Schachmann (GER) | 12è                |
| 32                 | Davide Formolo (ITA)        | 20è                |
| 33                 | Rafał Majka (POL)           | 7è                 |
| 34                 | Erik Baška (SVK)            | DNF-2              |
| 35                 | Gregor Mühlberger (AUT)     | 39è                |
| 36                 | Jay McCarthy (AUS)          | DNF-7              |
| 37                 | Andreas Schillinger (GER)   | DNF-7              |

| Mitchelton-Scott MTS | Mitchelton-Scott MTS       | Mitchelton-Scott MTS |
| -------------------- | -------------------------- | -------------------- |
| Núm                  | Ciclista                   | Pos                  |
| 41                   | Simon Yates (GBR)          | 13è                  |
| 42                   | Daryl Impey (RSA) (ruta)   | 66è                  |
| 43                   | Adam Yates (GBR)           | 2n                   |
| 44                   | Dion Smith (NZL)           | 54è                  |
| 45                   | Michael Albasini (SUI)     | DNF-7                |
| 46                   | Tsgabu Grmay (ETH)         | 51è                  |
| 47                   | Esteban Chaves Rubio (COL) | 34è                  |

| Astana AST | Astana AST                          | Astana AST |
| ---------- | ----------------------------------- | ---------- |
| Núm        | Ciclista                            | Pos        |
| 51         | Miguel Ángel López Moreno (COL)     | 1r         |
| 52         | Peio Bilbao López de Armentia (ESP) | 28è        |
| 53         | Merhawi Kudus (ERI) (ruta)          | 27è        |
| 54         | Davide Villella (ITA)               | 45è        |
| 55         | Andrei Zeits (KAZ)                  | 22è        |
| 56         | Rodrigo Contreras (COL)             | DNF-7      |
| 57         | Jonas Gregaard Wilsly (DEN)         | 88è        |

| Bahrain-Merida TBM | Bahrain-Merida TBM        | Bahrain-Merida TBM |
| ------------------ | ------------------------- | ------------------ |
| Núm                | Ciclista                  | Pos                |
| 61                 | Damiano Caruso (ITA)      | 19è                |
| 62                 | Hermann Pernsteiner (AUT) | 14è                |
| 63                 | Grega Bole (SLO)          | 73è                |
| 64                 | Andrea Garosio (ITA)      | 67è                |
| 65                 | Phil Bauhaus (GER)        | DNF-7              |
| 66                 | Antonio Nibali (ITA)      | 83è                |
| 67                 | Valerio Agnoli (ITA)      | DNF-7              |

| Team Sunweb SUN | Team Sunweb SUN        | Team Sunweb SUN |
| --------------- | ---------------------- | --------------- |
| Núm             | Ciclista               | Pos             |
| 71              | Michael Matthews (AUS) | 59è             |
| 72              | Wilco Kelderman (NED)  | DNF-5           |
| 73              | Robert Power (AUS)     | 99è             |
| 74              | Chris Hamilton (AUS)   | DNF-7           |
| 75              | Jan Bakelants (BEL)    | 65è             |
| 76              | Michael Storer (AUS)   | DNF-7           |
| 77              | Lennard Kämna (GER)    | 80è             |

| Team Jumbo-Visma TJV | Team Jumbo-Visma TJV    | Team Jumbo-Visma TJV |
| -------------------- | ----------------------- | -------------------- |
| Núm                  | Ciclista                | Pos                  |
| 81                   | Steven Kruijswijk (NED) | 5è                   |
| 82                   | Antwan Tolhoek (NED)    | DNF-7                |
| 83                   | Sepp Kuss (USA)         | DNF-7                |
| 84                   | Floris De Tier (BEL)    | 47è                  |
| 85                   | Tom Leezer (NED)        | DNF-7                |
| 86                   | Lennard Hofstede (NED)  | 60è                  |
| 87                   | Bert-Jan Lindeman (NED) | DNF-7                |

| AG2R La Mondiale ALM | AG2R La Mondiale ALM    | AG2R La Mondiale ALM |
| -------------------- | ----------------------- | -------------------- |
| Núm                  | Ciclista                | Pos                  |
| 91                   | Romain Bardet (FRA)     | DNF-7                |
| 92                   | Tony Gallopin (FRA)     | DNF-7                |
| 93                   | François Bidard (FRA)   | 57è                  |
| 94                   | Alexis Gougeard (FRA)   | 91è                  |
| 95                   | Geoffrey Bouchard (FRA) | 76è                  |
| 96                   | Axel Domont (FRA)       | DNF-5                |
| 97                   | Ben Gastauer (LUX)      | 55è                  |

| UAE Team Emirates UAD | UAE Team Emirates UAD       | UAE Team Emirates UAD |
| --------------------- | --------------------------- | --------------------- |
| Núm                   | Ciclista                    | Pos                   |
| 101                   | Daniel Martin (IRL)         | 23è                   |
| 102                   | Aliaksandr Rabuixenka (BLR) | 92è                   |
| 103                   | Rui Oliveira (POR)          | DNF-4                 |
| 104                   | Edward Ravasi (ITA)         | 72è                   |
| 105                   | Simone Petilli (ITA)        | 48è                   |
| 106                   | Cristian Camilo Muñoz (COL) | 58è                   |
| 107                   | Rory Sutherland (AUS)       | 87è                   |

| Trek-Segafredo TFS | Trek-Segafredo TFS            | Trek-Segafredo TFS |
| ------------------ | ----------------------------- | ------------------ |
| Núm                | Ciclista                      | Pos                |
| 111                | Richie Porte (AUS)            | 38è                |
| 112                | Giulio Ciccone (ITA)          | 29è                |
| 113                | Michael Gogl (AUT)            | DNF-4              |
| 114                | Peter Stetina (USA)           | 61è                |
| 115                | Niklas Eg (DEN)               | 77è                |
| 116                | Jarlinson Pantano Gómez (COL) | DNF-1              |
| 117                | William Clarke (AUS)          | DNF-4              |

| Groupama-FDJ GFC | Groupama-FDJ GFC              | Groupama-FDJ GFC |
| ---------------- | ----------------------------- | ---------------- |
| Núm              | Ciclista                      | Pos              |
| 121              | Thibaut Pinot (FRA)           | 11è              |
| 122              | Sébastien Reichenbach (SUI)   | 33è              |
| 123              | Tobias Ludvigsson (SWE)       | 56è              |
| 124              | Kilian Frankiny (SUI)         | 86è              |
| 125              | Steve Morabito (SUI) (ruta)   | DNF-1            |
| 126              | Antoine Duchesne (CAN) (ruta) | 98è              |
| 127              | Benoît Vaugrenard (FRA)       | DNF-7            |

| Lotto-Soudal LTS | Lotto-Soudal LTS      | Lotto-Soudal LTS |
| ---------------- | --------------------- | ---------------- |
| Núm              | Ciclista              | Pos              |
| 131              | Jelle Vanendert (BEL) | 74è              |
| 132              | Bjorg Lambrecht (BEL) | 44è              |
| 133              | Thomas De Gendt (BEL) | 36è              |
| 134              | Maxime Monfort (BEL)  | NP-5             |
| 135              | Rémy Mertz (BEL)      | DNF-4            |
| 136              | Sander Armée (BEL)    | 96è              |
| 137              | Harm Vanhoucke (BEL)  | DNF-7            |

| EF Education First EF1 | EF Education First EF1        | EF Education First EF1 |
| ---------------------- | ----------------------------- | ---------------------- |
| Núm                    | Ciclista                      | Pos                    |
| 141                    | Michael Woods (CAN)           | 6è                     |
| 142                    | Tejay van Garderen (USA)      | DNF-7                  |
| 143                    | Hugh Carthy (GBR)             | DNF-7                  |
| 144                    | Tanel Kangert (EST)           | 40è                    |
| 145                    | Jonathan Caicedo Cepeda (ECU) | DNF-7                  |
| 146                    | Joe Dombrowski (USA)          | 21è                    |
| 147                    | Nathan Brown (USA)            | 75è                    |

| Katusha-Alpecin TKA | Katusha-Alpecin TKA         | Katusha-Alpecin TKA |
| ------------------- | --------------------------- | ------------------- |
| Núm                 | Ciclista                    | Pos                 |
| 151                 | Nathan Haas (AUS)           | DNF-3               |
| 152                 | Ilnur Zakarin (RUS)         | 17è                 |
| 153                 | Simon Špilak (SLO)          | DNF-4               |
| 154                 | Daniel Navarro García (ESP) | 46è                 |
| 155                 | Steff Cras (BEL)            | DNF-7               |
| 156                 | Matteo Fabbro (ITA)         | 71è                 |
| 157                 | Pàvel Koixetkov (RUS)       | DNF-7               |

| Dimension Data TDD | Dimension Data TDD               | Dimension Data TDD |
| ------------------ | -------------------------------- | ------------------ |
| Núm                | Ciclista                         | Pos                |
| 161                | Enrico Gasparotto (ITA)          | NP-5               |
| 162                | Gino Mäder (SUI)                 | DNF-2              |
| 163                | Ryan Gibbons (RSA)               | DNF-7              |
| 164                | Ben O'Connor (AUS)               | DNF-7              |
| 165                | Amanuel Gebrezgabihier (ERI)     | 100è               |
| 166                | Danilo Wyss (SUI)                | 93è                |
| 167                | Jacques Janse van Rensburg (RSA) | DNF-7              |

| CCC Team CPT | CCC Team CPT          | CCC Team CPT |
| ------------ | --------------------- | ------------ |
| Núm          | Ciclista              | Pos          |
| 171          | Patrick Bevin (NZL)   | 32è          |
| 172          | Josef Černý (CZE)     | DNF-7        |
| 173          | Riccardo Zoidl (AUT)  | 35è          |
| 174          | Łukasz Owsian (POL)   | DNF-7        |
| 175          | Joey Rosskopf (USA)   | NP-3         |
| 176          | Simon Geschke (GER)   | DNF-7        |
| 177          | Laurens ten Dam (NED) | 31è          |

| Burgos-BH BBH | Burgos-BH BBH               | Burgos-BH BBH |
| ------------- | --------------------------- | ------------- |
| Núm           | Ciclista                    | Pos           |
| 181           | Ricardo Vilela (POR)        | 68è           |
| 182           | Ángel Madrazo Ruiz (ESP)    | DNF-7         |
| 183           | Diego Rubio Hernández (ESP) | DNF-7         |
| 184           | José Fernandes (POR)        | DNF-4         |
| 185           | Óscar Cabedo (ESP)          | DNF-6         |
| 186           | James Mitri (NZL)           | DNF-7         |
| 187           | Jorge Cubero (ESP)          | DNF-1         |

| Caja Rural-Seguros RGA CJR | Caja Rural-Seguros RGA CJR      | Caja Rural-Seguros RGA CJR |
| -------------------------- | ------------------------------- | -------------------------- |
| Núm                        | Ciclista                        | Pos                        |
| 191                        | Domingos Gonçalves (POR) (ruta) | DNF-1                      |
| 192                        | Alan Banaszek (POL)             | DNF-3                      |
| 193                        | Cristián Rodríguez Martín (ESP) | DNF-7                      |
| 194                        | Gonzalo Serrano Rodríguez (ESP) |                            |
| 195                        | Álvaro Cuadros (ESP)            | NP-6                       |
| 196                        | Nelson Soto Martínez (COL)      | DNF-7                      |
| 197                        | Sebastián Mora Vedri (ESP)      | DNF-7                      |

| Cofidis, Solutions Crédits COF | Cofidis, Solutions Crédits COF    | Cofidis, Solutions Crédits COF |
| ------------------------------ | --------------------------------- | ------------------------------ |
| Núm                            | Ciclista                          | Pos                            |
| 201                            | Jesús Herrada López (ESP)         | 42è                            |
| 202                            | Hugo Hofstetter (FRA)             | NP-3                           |
| 203                            | Jesper Hansen (DEN)               | NP-3                           |
| 204                            | José Herrada López (ESP)          | DNF-2                          |
| 205                            | Natnael Berhane (ERI)             | DNF-7                          |
| 206                            | Luis Ángel Maté Mardones (ESP)    | 18è                            |
| 207                            | John Darwin Atapuma Hurtado (COL) | 16è                            |

| Euskadi Basque Country-Murias EUS | Euskadi Basque Country-Murias EUS  | Euskadi Basque Country-Murias EUS |
| --------------------------------- | ---------------------------------- | --------------------------------- |
| Núm                               | Ciclista                           | Pos                               |
| 211                               | Fernando Barceló Aragón (ESP)      | 53è                               |
| 212                               | Mikel Bizkarra Etxegibel (ESP)     | 43è                               |
| 213                               | Garikoitz Bravo Oiarbide (ESP)     | DNF-7                             |
| 214                               | Óscar Rodríguez Garaicoechea (ESP) | DNF-7                             |
| 215                               | Mikel Aristi Gardoki (ESP)         | DNF-7                             |
| 216                               | Mikel Iturria Segurola (ESP)       | 79è                               |
| 217                               | Sergio Samitier (ESP)              | 97è                               |

| Roompot-Charles ROC | Roompot-Charles ROC      | Roompot-Charles ROC |
| ------------------- | ------------------------ | ------------------- |
| Núm                 | Ciclista                 | Pos                 |
| 221                 | Pieter Weening (NED)     | 78è                 |
| 222                 | Huub Duyn (NED)          | DNF-3               |
| 223                 | Oscar Riesebeek (NED)    | 89è                 |
| 224                 | Nick van der Lijke (NED) | 70è                 |
| 225                 | Maurits Lammertink (NED) | 69è                 |
| 226                 | Mathias De Witte (BEL)   | 82è                 |
| 227                 | Arjen Livyns (BEL)       | DNF-1               |

| Arkéa-Samsic PCB | Arkéa-Samsic PCB        | Arkéa-Samsic PCB |
| ---------------- | ----------------------- | ---------------- |
| Núm              | Ciclista                | Pos              |
| 231              | André Greipel (GER)     | NP-6             |
| 232              | Warren Barguil (FRA)    | DNF-7            |
| 233              | Anthony Delaplace (FRA) | 90è              |
| 234              | Kévin Ledanois (FRA)    | 62è              |
| 235              | Brice Feillu (FRA)      | 81è              |
| 236              | Florian Vachon (FRA)    | DNF-6            |
| 237              | Amaël Moinard (FRA)     | 64è              |

| Wanty-Gobert WGG | Wanty-Gobert WGG           | Wanty-Gobert WGG |
| ---------------- | -------------------------- | ---------------- |
| Núm              | Ciclista                   | Pos              |
| 241              | Guillaume Martin (FRA)     | 8è               |
| 242              | Xandro Meurisse (BEL)      | NP-4             |
| 243              | Thomas Degand (BEL)        | 37è              |
| 244              | Odd Christian Eiking (NOR) | 15è              |
| 245              | Fabien Doubey (FRA)        | 24è              |
| 246              | Marco Minnaard (NED)       | 50è              |
| 247              | Bart De Clercq (BEL)       | DNF-7            |